# Daliegat
Een daliegat is een met venig materiaal opgevuld en nog steeds nazakkend gat in de grond.
Daliegaten ontstonden doordat in een veengebied klei uit de ondergrond werd gewonnen. De ontstane gaten werden gevuld met veen. Na het verdwijnen van het veendek bleef het venige opvullingsmateriaal dalen, in tegenstelling tot de kleigronden eromheen.